# Judo en los Juegos Panafricanos de 2019
El torneo de judo en los Juegos Panafricanos de 2019 se realizó en Rabat (Marruecos) del 17 al 18 de agosto. En total se disputaron en este deporte catorce pruebas diferentes, siete masculinas y siete femeninas.

## Resultados

### Masculino
| Evento  | Oro                          | Plata                           | Bronce                                                  |
| ------- | ---------------------------- | ------------------------------- | ------------------------------------------------------- |
| –60 kg  | Isam Basu Marruecos          | Fraj Dhuibi Túnez               | Salim Rabahi Argelia Yunes Sadiki Marruecos             |
| –66 kg  | Wail Ezin Argelia            | Abderahman Bushita Marruecos    | Bubeker Rebahi · Argelia · Mohamed Abdelmawgud · Egipto |
| –73 kg  | Ali Abdelmuati · Egipto      | Ahmed El-Meziati Marruecos      | Aden-Alexandre Houssein Yibuti Acácio Quifucussa Angola |
| –81 kg  | Abdelrahman Mohamed · Egipto | Hamza Kabdani Marruecos         | Imad Edin Cheruk · Argelia · Abdalá Ozman · Egipto      |
| –90 kg  | Ali Hazem · Egipto           | Osama Snusi Túnez               | Dieudonne Dolassem Camerún Remi Feuillet Mauricio       |
| –100 kg | Ramadan Darwish · Egipto     | Mohamed Lahbub Marruecos        | Luc Manogho Gabón Prince Samuzu R. D. del Congo         |
| +100 kg | Mbagnick Ndiaye Senegal      | Mohamed Sofian Belrekaa Argelia | Faisal Yabalá Túnez Sébastien Perrine Mauricio          |

### Femenino
| Evento | Oro                         | Plata                       | Bronce                                                |
| ------ | --------------------------- | --------------------------- | ----------------------------------------------------- |
| –48 kg | Chaima Edinari Marruecos    | Geronay Whitebooi Sudáfrica | Hayer Meserem Argelia Aziza Chakir Marruecos          |
| –52 kg | Faiza Aisahin Argelia       | Sumiya Iraui Marruecos      | Meriem Musa Argelia Lamia Edinari Marruecos           |
| –57 kg | Gofran Jelifi Túnez         | Yamina Halata Argelia       | Diassonema Mucungui · Angola · Lamia Alzenan · Egipto |
| –63 kg | Hélène Wezeu Dombeu Camerún | Amina Belkadi Argelia       | Sofia Belatar Marruecos Meriem Byaui Túnez            |
| –70 kg | Karene Agono Wora Gabón     | Nihel Buchucha Túnez        | Ayuk Otay Arrey Camerún Demos Memneloum Chad          |
| –78 kg | Sarah Myriam Mazouz Gabón   | Unelle Snyman Sudáfrica     | Sara Mzugui Túnez Kauzar Ualal Argelia                |
| +78 kg | Nihel Sheij Ruhu Túnez      | Hortence Atangana Camerún   | Monica Sagna · Senegal · Kariman Shafik · Egipto      |

## Medallero
| Núm. | País            | Oro | Plata | Bronce | Total |
| ---- | --------------- | --- | ----- | ------ | ----- |
| 1    | Egipto          | 4   | 0     | 4      | 8     |
| 2    | Marruecos       | 2   | 5     | 4      | 11    |
| 3    | Argelia         | 2   | 3     | 6      | 11    |
| 4    | Túnez           | 2   | 3     | 3      | 8     |
| 5    | Gabón           | 2   | 0     | 1      | 3     |
| 6    | Camerún         | 1   | 1     | 2      | 4     |
| 7    | Senegal         | 1   | 0     | 1      | 2     |
| 8    | Sudáfrica       | 0   | 2     | 0      | 2     |
| 9    | Angola          | 0   | 0     | 2      | 2     |
| 9    | Mauricio        | 0   | 0     | 2      | 2     |
| 11   | Chad            | 0   | 0     | 1      | 1     |
| 11   | R. D. del Congo | 0   | 0     | 1      | 1     |
| 11   | Yibuti          | 0   | 0     | 1      | 1     |
|      | TOTAL           | 14  | 14    | 28     | 56    |